# Фолсъм (Калифорния)
Вижте пояснителната страница за други значения на Фолсъм.
Фолсъм (на английски: Folsom) е град в окръг Сакраменто в щата Калифорния, САЩ. Фолсъм е с население от 65 611 жители (2005) и обща площ от 62,60 км² (24,20 мили²). Фолсъм се счита за предградие на столицата Сакраменто. Във Фолсъм се намира Щатският затвор „Фолсъм“, който е един от 33 щатски затвора в Калифорния помещаващ приблизително 3400 затворници (2005). Фолсъм е основан от миньори първоначално под името Гранит Сити по времето на Калифорнийската златна треска.